# Химера овцы и козы
Химера овцы и козы — химера, полученная из клеточного материала коз и овец. Домашняя коза принадлежит к роду горных козлов, домашняя овца — к роду баранов. У козы 60 хромосом, а у овцы 54. Химера — это генетически неоднородный организм, который имеет (в случае полового размножения) 4 организма-родителя. Не следует путать химеру с гибридом овцы и козы, у которого 2 родителя.
Такие химеры были получены в 1980-х годах искусственным путём.

## Получение химеры
Эмбрионы были хирургическим путём извлечены из коз и овец на шестой и седьмой день, соответственно, после первого дня течки. После ферментативного удаления zona pellucida внутренняя клеточная масса козы была отделена от бластоцисты хирургическим путём с применением специфических иммунных сывороток.
Внутреннюю клеточную массу ввели в бластоцисты овец с помощью микроманипулятора. Двадцать две обработанные бластоцисты ввели 12 овцам для дальнейшего вынашивания. Девять овец родили в общей сложности 13 ягнят (выжило 59 % эмбрионов). Девять из них были обычными ягнятами, один оказался козлёнком, и два — межвидовыми химерами.
У полученного организма наблюдался разный тип шерсти на участках кожи, содержащих клетки овцы и клетки козы.